# Monodelphis ronaldi
Monodelphis ronaldi é uma espécie de marsupial da família Didelphidae. Endêmica do Peru, onde está restrita a localidade-tipo no Parque Nacional de Manú.